# フランシス・ヴェベール
フランシス・ポール・ヴェベール（Francis Paul Veber 1937年7月28日 - ）は、フランスの脚本家、映画監督。

## 来歴
オー＝ド＝セーヌ県ヌイイ＝シュル＝セーヌ出身。ユダヤ人の父とアルメニア人の母の間に生まれる。
コメディ映画の脚本を多く執筆し、特に『Mr.レディMr.マダム』が有名。監督作品『3人の逃亡者/銀行ギャングは天使を連れて』は自らが監督してハリウッドでリメイクしている他、フランスで脚本を執筆した作品が多数ハリウッドでリメイクされている（『バードケージ』、『ファーザーズ・デイ』、『奇人たちの晩餐会 USA』など）。

## 主な作品
- 殺し屋とセールスマン L'emmerdeur (1973) 脚本
- おかしなおかしな大冒険 Le magnifique (1973) 脚本
- さよなら警察官 Adieu poulet (1975) 脚本
- ル・ジュエ おもちゃにされた新聞記者 Le Jouet (1976) 脚本・監督
- Mr.レディMr.マダム La Cage aux folles (1978) 脚本
- Mr.レディMr.マダム2 La Cage aux folles II (1980) 脚本
- サンデー・ラバーズ Sunday Lovers (1980) 脚本
- パートナーズ Partners (1982) 脚本
- ホールド・アップ Hold-Up (1985) 脚本
- 赤い靴をはいた男の子 The Man with One Red Shoe (1985) オリジナル脚本
- 3人の逃亡者/銀行ギャングは天使を連れて Les Fugitifs (1986) 脚本・監督
- 3人の逃亡者 Three Fugitives (1989) 脚本・監督、上記のハリウッド・リメイク
- ピュア・ラック Pure Luck (1991) 脚本・製作
- マシュー・ブロデリックの 緊・急・事・態 Out on a Limb (1992) 監督
- 恋人はパパ/ひと夏の恋 My Father the Hero (1993) 脚本
- ジャガー Le Jaguar (1996) 脚本・監督
- バードケージ The Birdcage (1996) オリジナル脚本
- ファーザーズ・デイ Father's Day (1997) オリジナル脚本
- 奇人たちの晩餐会 Le Dîner de cons (1999) 脚本・監督
- メルシィ!人生 Le Placard (2000) 脚本・監督
- ルビー&カンタン Tais-Toi! (2003) 脚本・監督
- 奇人たちの晩餐会 USA Dinner for Schmucks (2010) オリジナル脚本